# Jonathan Techera
Jonathan Leonel Techera (Montevideo, Uruguay; 20 de noviembre de 1989) es un exfutbolista uruguayo. Jugó como delantero.

## Trayectoria
En Defensor Sporting le tocó debutar en Copa Libertadores el 9 de abril de 2009, en la victoria de 2 a 1, contra São Paulo y reemplazando a Diego Ferreira. Convirtió su primera anotación el 7 de febrero de 2009, dándole la victoria a Defensor por 1 a 0 contra Juventud Las Piedras. A mediados de 2009 pasó a jugar con Rentistas, en donde alcanzó a disputar 5 juegos y anotó 1 gol. Al siguiente semestre se enroló en las filas de Cerro Largo, debutando el 29 de enero de 2010 en el empate de 1 a 1 contra Cerrito, en juego disputado por la segunda fecha del Campeonato Uruguayo de Fútbol 2009-10.

## Clubes
| Club                 | País      | Año       | Partidos | Goles |
| -------------------- | --------- | --------- | -------- | ----- |
| Defensor Sporting    | Uruguay   | 2008-2009 | 9        | 1     |
| Rentistas            | Uruguay   | 2009      | 5        | 1     |
| Cerro Largo          | Uruguay   | 2010      | 5        | 0     |
| Lustenau 07          | Austria   | 2010-2011 | 13       | 1     |
| Boston River         | Uruguay   | 2012      | 1        | 0     |
| Sud América          | Uruguay   | 2012-2013 | 14       | 1     |
| Marathón             | Honduras  | 2013-2014 | 19       | 2     |
| Deportivo Coatepeque | Guatemala | 2014-2015 | 4        | 3     |
| Huracán              | Uruguay   | 2016      | 3        | 0     |
| Gualaceo             | Ecuador   | 2016      | 11       | 0     |
| Huracán              | Uruguay   | 2017-2018 | 11       | 0     |
| Central Español      | Uruguay   | 2019      | 1        | 0     |

## Palmarés

### Campeonatos nacionales
| Título                      | Club              | País    | Año  |
| --------------------------- | ----------------- | ------- | ---- |
| Primera División de Uruguay | Defensor Sporting | Uruguay | 2008 |
| Segunda División de Uruguay | Sud América       | Uruguay | 2013 |